# دنباله
در ریاضیات، یک دنباله (به انگلیسی: Sequence) یک گردآوری شمارا از اشیاء است که در آن تکرار مجاز و ترتیب مهم است.
مشابه یک مجموعه، دنباله شامل چند عضو (یا جمله) است. تعداد اعضای یک دنباله (شاید نامتناهی) «طول دنباله» نامیده می‌شود. برخلاف یک مجموعه، در یک دنباله، عناصر مشابه می‌توانند چندین بار در محل‌های مختلف یک دنباله پدیدار شوند و ترتیب آن‌ها اهمیت دارد.
به عنوان مثال، {\displaystyle \langle 5,3,3,8\rangle } یک دنباله است که به ترتیب از ۵ و ۳ و ۳ و ۸ تشکیل شده و با {\displaystyle \langle 5,5,3,8\rangle } یا {\displaystyle \langle 3,5,3,8\rangle } یکسان نیست.
به مکانی که یک عضو در یک دنباله قرار دارد «اندیس» ِ آن عضو می‌گویند، به عنوان مثال ۸، چهارمین عضو دنبالهٔ فوق است پس اندیس آن، ۴ است. اندیس اولین عضو دنباله را معمولاً ۱ تعریف می‌کنند. n-اُمین عضو یک دنباله مانند {\displaystyle a} را به صورت {\displaystyle a_{n}} نمایش می‌دهند.
به دنباله‌ای به‌طول {\displaystyle n}، یک n-تایی مرتب (به انگلیسی: tuple) نیز گفته می‌شود.
در نظریهٔ تحلیلی اعداد، به دنباله‌ای که اعضای آن حقیقی یا مختلط باشند تابع حسابی یا دنبالهٔ حقیقی می‌گویند. در علوم رایانه، رشته دنباله‌ای از نویسه‌ها است.

## تعریف و نمایش
در بیشتر منابع، اندیس‌های دنباله باید شامل تمام اعداد طبیعی باشند (دنباله نامتناهی باشد) یا این که می‌توانند اعداد طبیعی کوچکتر از {\displaystyle n} باشد (دنباله متناهی باشد)؛ امّا در بعضی موارد (بر اساس نیاز) این تعریف تعمیم داده می‌شود. به این صورت که اندیس‌ها می‌توانند هر بازه‌ای از اعداد صحیح باشد.

### تعریف دقیق دنباله
در نظریهٔ مجموعه‌ها، دنباله به صورت تابعی تعریف می‌شود که دامنهٔ آن اعداد طبیعی باشد:{\displaystyle f:\mathbb {N} \to A}

### نمایش
برای نمایش دنباله‌ها از {\displaystyle \langle \rangle } استفاده می‌شود. برای دنباله‌های متناهی از پرانتز نیز استفاده می‌شود. مثال:
{\displaystyle \langle 5,5,3,8\rangle }
{\displaystyle (5,5,3,8)}
{\displaystyle \langle 2,4,\ldots \rangle }
معمولاً برای جلوگیری از کژتابی، جملهٔ عمومی نیز نوشته می‌شود:
{\displaystyle \langle 2,4,\ldots ,2n,\ldots \rangle }
{\displaystyle \langle 2,4,\ldots ,2^{n},\ldots \rangle }
در بسیاری از منابع، به جای {\displaystyle \langle \rangle } از {\displaystyle \{\}} استفاده می‌شود امّا در این مقاله برای اشتباه نشدن با مجموعه‌ها، از این نمادها استفاده نشده. در بعضی منابع نیز از استفاده از نمادها پرهیز شده‌است.

#### نمایش با جملهٔ عمومی
به ضابطهٔ یک دنباله مانند {\displaystyle \{a_{n}\}}، «جملهٔ عمومی» آن می‌گویند. مثال:
{\displaystyle \{a_{n}\}=\{n^{2}\}}
{\displaystyle a_{n}=n^{2}}
{\displaystyle b_{n}={\begin{cases}n,&n<5\\2n,&n\geqslant 5\end{cases}}}
گاهی (با این که این نمایش معمولاً برای دنباله‌های نامتناهی استفاده می‌شود)، حدود اندیس‌ها را نیز مشخص می‌کنند:
{\displaystyle \{a_{n}\}=\{n^{2}\}_{n=1}^{\infty }}

#### نمایش بازگشتی
در این روش، مقدار هر جمله از دنباله وابسته به جملات قبلی آن است. مثل دنبالهٔ فیبوناچی:
{\displaystyle f_{n}={\begin{cases}1&n=1\lor n=2\\f_{n-1}+f_{n-2},&n>2\end{cases}}}

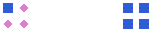

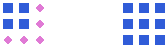
یک اثبات تصویری برای این که دنبالهٔ بازگشتی یادشده مربّع کامل است.

بعضی مواقع می‌توان دنبالهٔ بازگشتی را ساده کرد و نمایش جملهٔ عمومی آن را پیدا کرد. به عنوان مثال دنبالهٔ
{\displaystyle a_{n}={\begin{cases}1&n=1\\a_{n-1}+2n-1&n>1\end{cases}}}
را می‌توان به صورت {\displaystyle a_{n}=n^{2}} ساده کرد.
تابع آکرمن مثالی ست از مواقعی که نمی‌توان دنباله را ساده کرد: {\displaystyle a_{n}=A(n,n)}

دنبالهٔ همساز با جملهٔ عمومی

#### نمایش نموداری
دنباله‌ها نیز مانند بقیهٔ توابع می‌توانند به صورت نموداری نمایش داده شوند. مثال:

## ویژگی‌ها

### یکنوایی دنباله‌ها
از آن جایی که دنباله نوعی تابع است، تعریف یکنوایی توابع در این مورد نیز همان است.

#### شرط یکنوایی
این قضیه بیان می‌دارد که یک دنباله صعودی ست اگر و تنها اگر هر جملهٔ آن از جملهٔ قبلی بزرگتر باشد:
{\displaystyle a\nearrow \quad \Longleftrightarrow \forall n\in \mathbb {N} :a_{n}\geqslant a_{n-1}}
و نزولی نیز به صورت مشابه:
{\displaystyle a\searrow \quad \Longleftrightarrow \forall n\in \mathbb {N} :a_{n}\leqslant a_{n-1}}
شرط اکیداً صعودی و اکیداً نزولی نیز به شکل مشابه.

### کران‌دار[۵]
یک دنباله «از بالا کران‌دار» است اگر کران بالا داشته باشد؛ به‌طور دقیق‌تر 
{\displaystyle \exists M\in \mathbb {R} ^{+}:a_{n}\leqslant M,\forall n\in \mathbb {N} }
همچنین یک دنباله «از پایین کران‌دار» است اگر
{\displaystyle \exists M\in \mathbb {R} ^{+}:M\leqslant a_{n},\forall n\in \mathbb {N} }
در نهایت، یک دنباله «کران‌دار» است اگر از بالا و پایین کران‌دار باشد. به عبارتی دیگر:
{\displaystyle \exists M\in \mathbb {R} ^{+}:|a_{n}|\leqslant M,\forall n\in \mathbb {N} }

## دنباله‌های خاص

### تصاعد حسابی
در این نوع از دنباله‌ها، اختلاف هر جمله با جملهٔ پیشین مقداری ثابت است.

### تصاعد هندسی
در این نوع از دنباله‌ها، نسبت هر جمله به جملهٔ پیشین مقداری ثابت است.

### دنبالهٔ چندجمله‌ای
دنبالهٔ چندجمله‌ای دنباله‌ای ست که هر جملهٔ آن ضریب تابعی چندجمله‌ای باشد. مثال:

سری همساز. یک روش فهم مفهوم جمع جزئی و سری‌ها به این صورت است: جمع مساحت مستطیل‌های به طول یک و عرض

دنبالهٔ {\displaystyle a_{n}=\langle 5,5,3,8\rangle } دنبالهٔ چندجمله‌ای {\displaystyle 5+5x+3x^{2}+8x^{3}} است. 

### مجموع جزئی
برای یک دنباله مانند {\displaystyle \{a_{n}\}}، دنبالهٔ مجموع جزئی متناظر با آن به صورت زیر تعریف می‌شود:
{\displaystyle s_{n}=\sum _{k=1}^{n}a_{k}=a_{1}+a_{2}+\ldots +a_{n}}
عنصر nـُم سری فوق را «جمع جزئی» ِ n عضو اول دنباله می‌گویند.
حد مجموع جزئی در بی‌نهایت همان سری دنباله است

روش انتگرال ریمان، اوّلین تعریف دقیق انتگرال.

مفهوم جمع جزئی شباهت بسیاری با انتگرال دارد. در واقع، انتگرالِ یک تابع به کمک حد این جمع تعریف می‌شود.

## حد و همگرایی

نمونه‌ای از یک دنبالهٔ همگرا که به عددی خاص میل می‌کند.

از آنجا که دنباله یک تابع گسسته می‌باشد، باید حد آن در بی‌نهایت را اختصاصاً تعریف کرد.
اگر چنین مقداری وجود داشته باشد، دنباله را «همگرا» می‌گوییم و به اصطلاح، دنباله به آن مقدار میل می‌کند.

به عنوان مثال دنبالهٔ {\displaystyle a_{n}={1 \over n}} به صفر میل می‌کند: {\displaystyle \textstyle \lim _{n\to \infty }\displaystyle {1 \over n}=0}

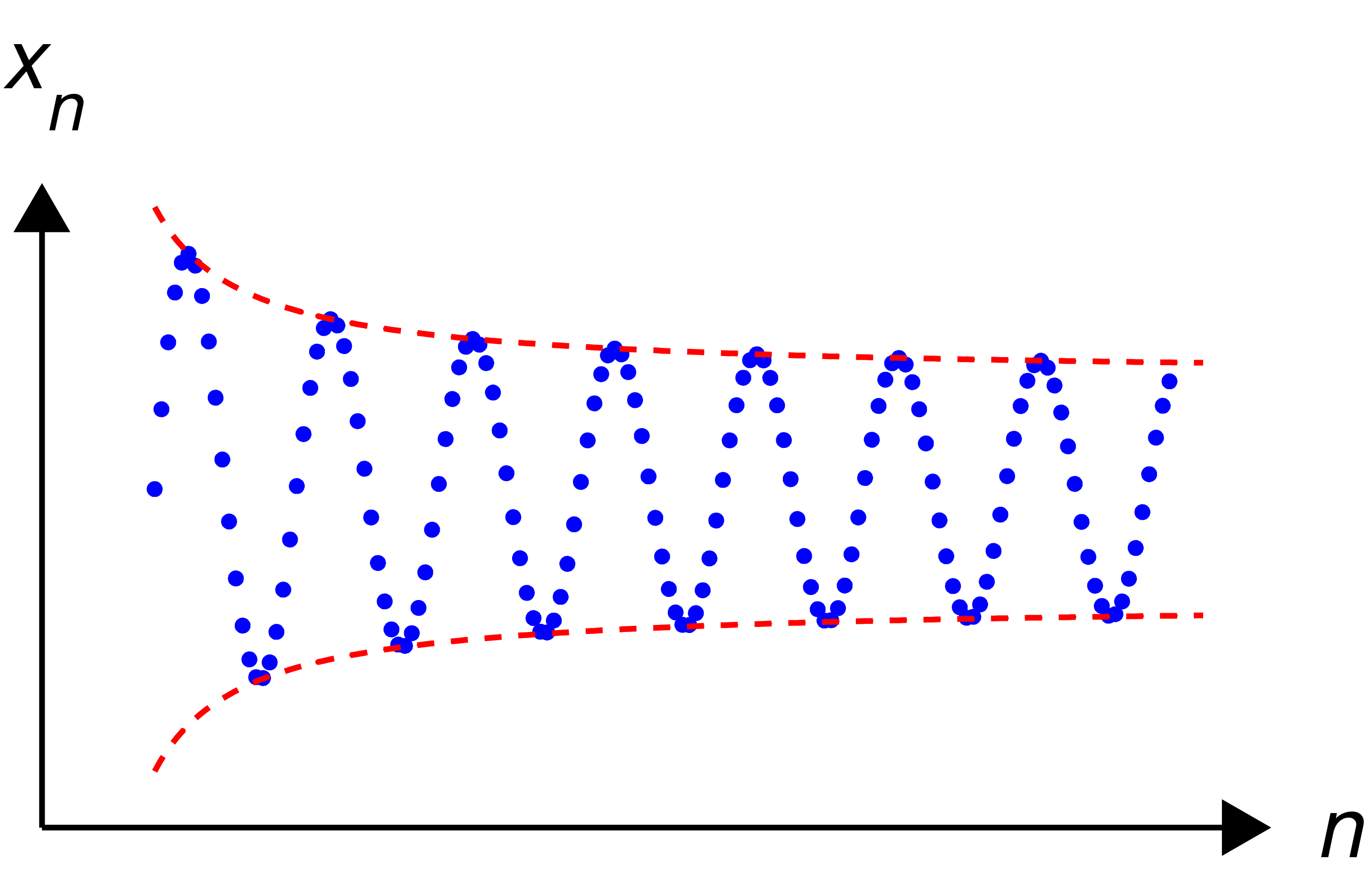
نمونه‌ای از یک دنبالهٔ واگرا که به هیچ مقداری میل نمی‌کند.
این دنباله نه صعودی است و نه نزولی، ولی کران‌دار است.

در غیر این صورت دنباله را «واگرا» می‌گوییم. یک دنبالهٔ واگرا می‌تواند به ∞ یا -∞ میل کند یا به هیچ مقداری میل نکند.
به عنوان مثال دنبالهٔ {\displaystyle a_{n}=(-1)^{n}} به هیچ مقداری میل نمی‌کند: {\displaystyle \langle -1,1,-1,1,\ldots \rangle }
و دنبالهٔ {\displaystyle a_{n}=2^{n}} به ∞ میل می‌کند: {\displaystyle \textstyle \lim _{n\to \infty }\displaystyle 2^{n}=\infty }
گاهی حد دنباله‌ای مانند {\displaystyle \{a_{n}\}} را به صورت {\displaystyle A} (با حروف بزرگ) نمایش می‌دهند:
{\displaystyle \textstyle \lim _{n\to \infty }\displaystyle a_{n}=A}

## سری
با وجود این که کلمات «سری» و «دنباله» عموماً مترادف یکدیگر هستند، در ریاضیات مفاهیم متفاوتی دارند.
سری متناظر با یک دنباله به صورت {\displaystyle a_{1}+a_{2}+\ldots } نمایش داده می‌شود و یافتن مقدار سری از اهمیت بالایی برخوردار است.
جمع اعضای یک دنبالهٔ واگرا تعریف نشده‌است. به عبارت دقیق‌تر، سری واگرا ست.
از معروف‌ترین مثال‌های این حالت می‌توان به سری گرندی:
{\displaystyle 1-1+1-1\ldots =\ ?}
و این سری اشاره کرد:
{\displaystyle 1+2+3+\ldots =\infty }
جمع اعضای یک دنبالهٔ همگرا نیز ممکن است تعریف نشده باشد.
سری همساز از مثال‌های معروف این حالت است:
{\displaystyle {1 \over 1}+{1 \over 2}+{1 \over 3}+\ldots =\infty }

یک اثبات تصویری برای یافتن جمع

همچنین جمع اعضای یک دنبالهٔ همگرا می‌تواند همگرا باشد.
این سری از مثال‌های معروف این حالت است:
{\displaystyle {1 \over 1}+{1 \over 2}+{1 \over 4}+\ldots +{1 \over 2^{n-1}}+\ldots =2}